# 룩셈부르크 공녀 알렉상드라
룩셈부르크 공녀 알렉상드라(Princess Alexandra of Luxembourg, 1991년 2월 16일 ~ )는 룩셈부르크 대공 앙리와 룩셈부르크 대공비 마리아 테레사의 넷째 딸이자 고명딸이다.